# كلارنس وايت
كلارنس وايت (بالإنجليزية: Clarence White)‏ هو عازف قيثارة وموسيقي ومغن مؤلف ومغني أمريكي، ولد في 7 يونيو 1944 في لويستون في الولايات المتحدة، وتوفي في 14 يوليو 1973 في بالمديل في الولايات المتحدة بسبب حادث مرور.

## وصلات خارجية
- كلارنس وايت على موقع IMDb (الإنجليزية)
- كلارنس وايت على موقع الموسوعة البريطانية (الإنجليزية)
- كلارنس وايت على موقع ميوزك برينز (الإنجليزية)
- كلارنس وايت على موقع أول ميوزيك (الإنجليزية)
- كلارنس وايت على موقع ديسكوغز (الإنجليزية)
- كلارنس وايت على موقع قاعدة بيانات الفيلم (الإنجليزية)